# Ačit Nuur
Ačit Nuur (in mongolo:Ачит Нуур, che significa letteralmente "lago benefico") è un lago della Mongolia occidentale, a cavallo tra le province di Bajan-Ôlgij e Uvs.
Si trova a un'altitudine di 1.435 m s.l.m., è lungo 28 km e largo 16 km e ha una superficie di 290 km². Ha una profondità massima di 5 m. 
La costa è stepposa, prevalentemente collinare ma paludosa a nord-ovest e nord-est. Diversi fiumi sfociano nel lago. È il più grande lago d'acqua dolce della provincia dell'Uvs, in quanto l'Uvs Nuur, che è anche il più grande lago della Mongolia, è un lago salato.
La costa orientale è popolata in maggioranza da dôrvôd, mentre quella occidentale da una maggioranza di kazaki, seguiti dai dôrvôd.